# 1-й Липовец
1-й Липовец — село в Медвенском районе Курской области России. Входит в состав Вышнереутчанского сельсовета.

## География
Село находится на юге центральной части Курской области, в пределах Среднерусской возвышенности, в лесостепной зоне, на берегах реки Любач, на расстоянии примерно 16 км (по прямой) к юго-западу от Медвенки, административного центра района. Абсолютная высота — 195 м над уровнем моря.

### Климат
Климат характеризуется как умеренно континентальный, с тёплым летом и умеренно холодной зимой. Среднегодовая температура воздуха — 5,5 °C. Абсолютный минимум температуры воздуха самого холодного месяца (января) составляет −37 °C; абсолютный максимум самого тёплого месяца (июля) — 35 °C. Безморозный период длится около 151 дня в году. Среднегодовое количество атмосферных осадков составляет 587 мм, из которых большая часть выпадает в тёплый период.
| Показатель                                                                     | Янв. | Фев. | Март | Апр. | Май  | Июнь | Июль | Авг. | Сен. | Окт. | Нояб. | Дек. | Год  |
| ------------------------------------------------------------------------------ | ---- | ---- | ---- | ---- | ---- | ---- | ---- | ---- | ---- | ---- | ----- | ---- | ---- |
| Средний суточный максимум, °C                                                  | −3,9 | −2,8 | 3,2  | 13,1 | 19,4 | 22,8 | 25,3 | 24,7 | 18,3 | 10,7 | 3,5   | −1,1 | 11,1 |
| Средняя температура, °C                                                        | −6   | −5,4 | −0,5 | 8,3  | 14,8 | 18,4 | 20,9 | 20,1 | 14,1 | 7,3  | 1,3   | −3   | 7,5  |
| Средний суточный минимум, °C                                                   | −8,5 | −8,6 | −4,6 | 2,8  | 9,1  | 13,1 | 15,8 | 14,9 | 9,8  | 4    | −1,1  | −5,2 | 3,5  |
| Норма осадков, мм                                                              | 51   | 44   | 48   | 50   | 63   | 69   | 73   | 53   | 56   | 56   | 47    | 50   | 660  |
| Источник: Погода по месяцам c ru.climate-data.org(дата обращения: Апрель 2022) |      |      |      |      |      |      |      |      |      |      |       |      |      |

### Часовой пояс
Село 1-й Липовец, как и вся Курская область, находится в часовой зоне МСК (московское время). Смещение применяемого времени относительно UTC составляет +3:00.

## Население
| 2002 | 2010 |
| ---- | ---- |
| 251  | ↘178 |

### Половой состав
По данным Всероссийской переписи населения 2010 года, в половой структуре населения мужчины составляли 42,1 %, женщины — соответственно 57,9 %.

### Национальный состав
Согласно результатам переписи 2002 года, в национальной структуре населения русские составляли 98 %.

## Инфраструктура
Личное подсобное хозяйство. В селе 137 домов.

## Транспорт
1-й Липовец находится в 18 км от автодороги федерального значения М2 «Крым» (часть европейского маршрута E 105), в 4 км от автодороги межмуниципального значения 38Н-185 (М-2 «Крым» — Гахово), при автодороге 38Н-192 (38Н-185 — 1-й Липовец — граница Обоянского района), в 33,5 км от ближайшего ж/д остановочного пункта 439 км (линия Льгов I — Курск).
В 90 км от аэропорта имени В. Г. Шухова (недалеко от Белгорода).